# Feiertage in Tonga
Dies ist eine Übersicht über die landesweiten Feiertage in Tonga. Diese sind im „Public Holidays Act“ von 1988 für Tonga festgeschrieben. Die Regierung kann jederzeit Sonder-Feiertage ausrufen, so z. B. zuletzt der 22. Juni 2016.
Wenn ein Feiertag auf einen Sonntag oder der 26. Dezember auf einen Montag fällt, wird der nachfolgende Tag als Feiertag angesehen.

## Feiertage
| Datum        | Bezeichnung                                                                                               |
| ------------ | --- |
| 1. Januar    | Neujahrstag New Years Day                                                                                 |
| 4. Juni      | Emanzipierungstag Emancipation Day                                                                        |
| 4. November  | Verfassungstag Constitution Day                                                                           |
| 4. Dezember  | Jahrestag der Krönung von König George Tupou I. Anniversary of the Coronation of H.M. King George Tubou I |
| 25. Dezember | Weihnachten Christmas Day                                                                                 |
| 26. Dezember | Weihnachtstag Christmas Day                                                                               |

## Bewegliche Feiertage
| Bezeichnung                                                                                           | Beschreibung          |
| --- | --------------------- |
| Geburtstag des Königs Birthday of the reigning Sovereign of Tonga                                     | Gesetzlicher Feiertag |
| Geburtstag des Kronprinzen Birthday of the Heir to the Crown of Tonga                                 | Gesetzlicher Feiertag |
| Karfreitag Good Friday                                                                                | Christlicher Feiertag |
| Ostermontag Easter Monday                                                                             | Christlicher Feiertag |
| Jahrestag der Krönung des Königs Anniversary of the Coronation Day of the reigning Sovereign of Tonga | Gesetzlicher Feiertag |